# Departamento Leales
Leales es un departamento ubicado en el este de la provincia de Tucumán en Argentina. Limita al norte con el departamento Cruz Alta, al este con la Provincia de Santiago del Estero, al sur con el departamento Simoca y parte del departamento Monteros, y al oeste con los departamentos Famaillá y Lules. Su cabecera es la ciudad de Bella Vista.
El nombre Leales, pudiera originarse en el vínculo existente entre este departamento y una de sus principales familias: Los Leal de Medina, tomándose el nombre de leales de la comunidad de Villa de Leales, ya que esta comunidad fue la primera de la zona utilizando su nombre como nombre del departamento.
Sin embargo, los antecedentes históricos de este departamento se remontan a la creación en 1780, de la "Misión del Río Grande" o el Curato de Los Juárez, sede parroquial cuya continuadora es la actual Parroquia Nuestra Señora de la Candelaria de la Villa de Leales, a cuyo alrededor se formó la primera villa a la vera del Río Salí. Durante el siglo XVIII, esta zona fue una de las principales productoras de ganado mular y yegurizo para su venta al Alto Perú, destacándose las familias Brito, Acosta, Delgado y Campero en este negocio. A mediados del siglo XIX, con las reformas políticas del gobernador Alejandro Heredia, el antiguo Curato de Los Juárez se transformó en el nuevo departamento de Los Leales. Para ese tiempo los principales centros poblados eran la Villa de Leales, Los Sueldos, Río Colorado y Las Encrucijadas.
En el año 1863, una violenta crecida del Río Salí, destruyó a la Villa de Leales, la cual fue reconstruida en su actual emplazamiento. Luego, con la llegada del Ferrocarril a Tucumán en 1874, se erigieron nuevos pueblos alrededor del trazado de la línea férrea, favoreciendo la instalación del Ingenio Bella Vista en la localidad de Bajo Grande. Este ingenio, propiedad de los inmigrantes españoles de apellido García Fernández, sería el establecimiento azucarero que impulsaría la producción cañera durante gran parte del siglo XX hasta su cierre en la década de 1970. En la década de 1930, se fundó el Ingenio Leales en la localidad de Los Sueldos, propiedad de la familia Prat Gay, actualmente en funcionamiento.
En 1901 se fundó la Villa de Santa Rosa de Leales, y hacia 1917 fue inaugurado el Ferrocarril que corría entre San Miguel de Tucumán y Villa de Leales. En 1929, la punta del riel de este ramal alcanzaría a la villa de las Termas de Río Hondo en Santiago del Estero. En 1914 se inauguró la colonia agrícola de Yutu Yacu por el gobierno de Ernesto Padilla, actualmente convertida en la Colonia Experimental del INTA, Leales.

## Población
En 2010 el departamento contó con 54 949 habitantes.
Para el censo 2022 el departamento registró 66 392 habitantes; lo que representó un aumento en la cantidad de personas del 20,8% mayor que el crecimiento poblacional provinciala situado en 16,6%. Estos datos le valieron al departamento tener la octava mayor población de la provincia.

## Sismicidad
La sismicidad del área de Tucumán (centro norte de Argentina) es frecuente y de intensidad baja, y un silencio sísmico de terremotos medios a graves cada 30 años.
- Sismo de 1861: aunque dicha actividad geológica catastrófica, ocurre desde épocas prehistóricas, el terremoto del 20 de marzo de 1861 (163 años) con 12.000 muertes,[5] señaló un hito importante dentro de la historia de eventos sísmicos argentinos ya que fue el más fuerte registrado y documentado en el país. A partir del mismo la política de los sucesivos gobiernos del norte y de Cuyo han ido extremando cuidados y restringiendo los códigos de construcción.[4] Y con el terremoto de San Juan de 1944 del 15 de enero de 1944 (81 años) los gobiernos tomaron estado de la enorme gravedad crónica de sismos de la región.
- Sismo de 1931: de 6,3 de intensidad, el cual destruyó parte de sus edificaciones y abrió numerosas grietas en la zona[5][4]